# ポケットコンシェルジュ
ポケットコンシェルジュ（英語: Pocket Concierge）は、ポケットコンシェルジュ 社が運営するレストランのオンライン予約・決済代行サービス。
2019年1月15日、同月11日付けでアメリカン・エキスプレス社が全株式を取得し、完全子会社となったことを発表。

## 概要
東京、大阪、京都、九州を中心にレストラン約780店舗（2018年10月現在）と提携し、掲載している。

## システムの特徴
- 英語での対応が可能
- 人気店でもウェイティングリストに登録ができる
- 記念日の知らせ
- 食事の目的
- 予約内容を詳細に伝えてくれる
- 空席のいち早い知らせ